# 撒哈爾薩縣
撒哈爾薩縣是印度的一個縣，位於該國東北部，由比哈爾邦負責管轄，面積1,702平方公里，識字率為54.57%，2011年人口1,897,102，人口密度每平方公里1,115人。

## 外部連結
- Saharsa Information Portal
- Official website of Saharsa （页面存档备份，存于）
- http://saharsa.in
- Saharsa news （页面存档备份，存于）

25°53′N 86°36′E / 25.883°N 86.600°E